# Скиросцы (Софокл)
«Скиросцы» или «Скириянки» — трагедия древнегреческого драматурга Софокла (V век до н. э.), сюжет которой связан с мифами о Троянской войне. Её текст утрачен за исключением ряда небольших отрывков (553—561 Radt).
Действие пьесы происходит на заключительном этапе Троянской войны. Ахейцы получают предсказание о том, что смогут взять Трою, только если к ним присоединится юный сын Ахилла Неоптолем. Они направляют посольство на остров Скирос, где живёт герой, и тот соглашается отправиться на войну. В одном из уцелевших фрагментов Неоптолем, по-видимому, обращается к члену посольства Фениксу и рассказывает, как горюет об отце.
Пьесу с таким же названием написал Еврипид, но там речь идёт об Ахилле.